# Цезарион
Птолемей XV Филопатор Филометор Цезар, наречен Цезарион (малък Цезар) (23 юни 47 г. пр.н.е. – август 30 г. пр.н.е.), е фараон на Египет и последният монарх от династията на Птолемеите. Управлява държавата от 2 септември 44 пр.н.е. до август 30 г. пр.н.е.

## Биография
Цезарион е син на диктатора Юлий Цезар и фараона Клеопатра VII. На тригодишна възраст майка му го обявява за свой съвладетел. Цезарион е фараон само номинално, а целта на Клеопатра е той да наследи баща си като владетел на Рим.
Когато Октавиан, племенник и приемен син на Цезар, напада Египет през 30 пр.н.е., Клеопатра изпраща Цезарион на юг, откъдето трябвало да замине за Индия, за да го спаси. Римляните обаче успяват да го примамят да се върне в Александрия и го пленяват.
Клеопатра се самоубива, когато войските на Октавиан навлизат в столицата ѝ. Римският пълководец трябвало да реши какво да прави с пленения непълнолетен фараон. Опасявайки се, че „прекалено много Цезари“ биха застрашили възможността да наследи приемния си баща, той решава некръвният му брат да бъде убит.
Според традиционната хронологична система на Египет, Октавиан поема управлението на държавата от 30 пр.н.е.. Той се възприема като фараон и наследник на Цезарион.

## Изобразяване в изкуството
Съдбата на последния владетел на Египет от елинистичната династия на Птолемеите е отразена в стихотворение на гръцкия поет Константинос Кавафис, написано през 1918 г.